# چوب

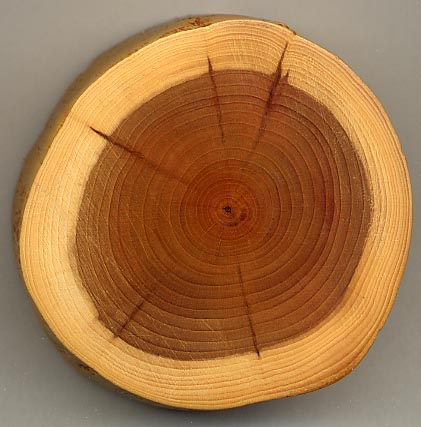
تفاوت درون‌چوب و برون‌چوب در مقطع یک درخت ۲۷ ساله

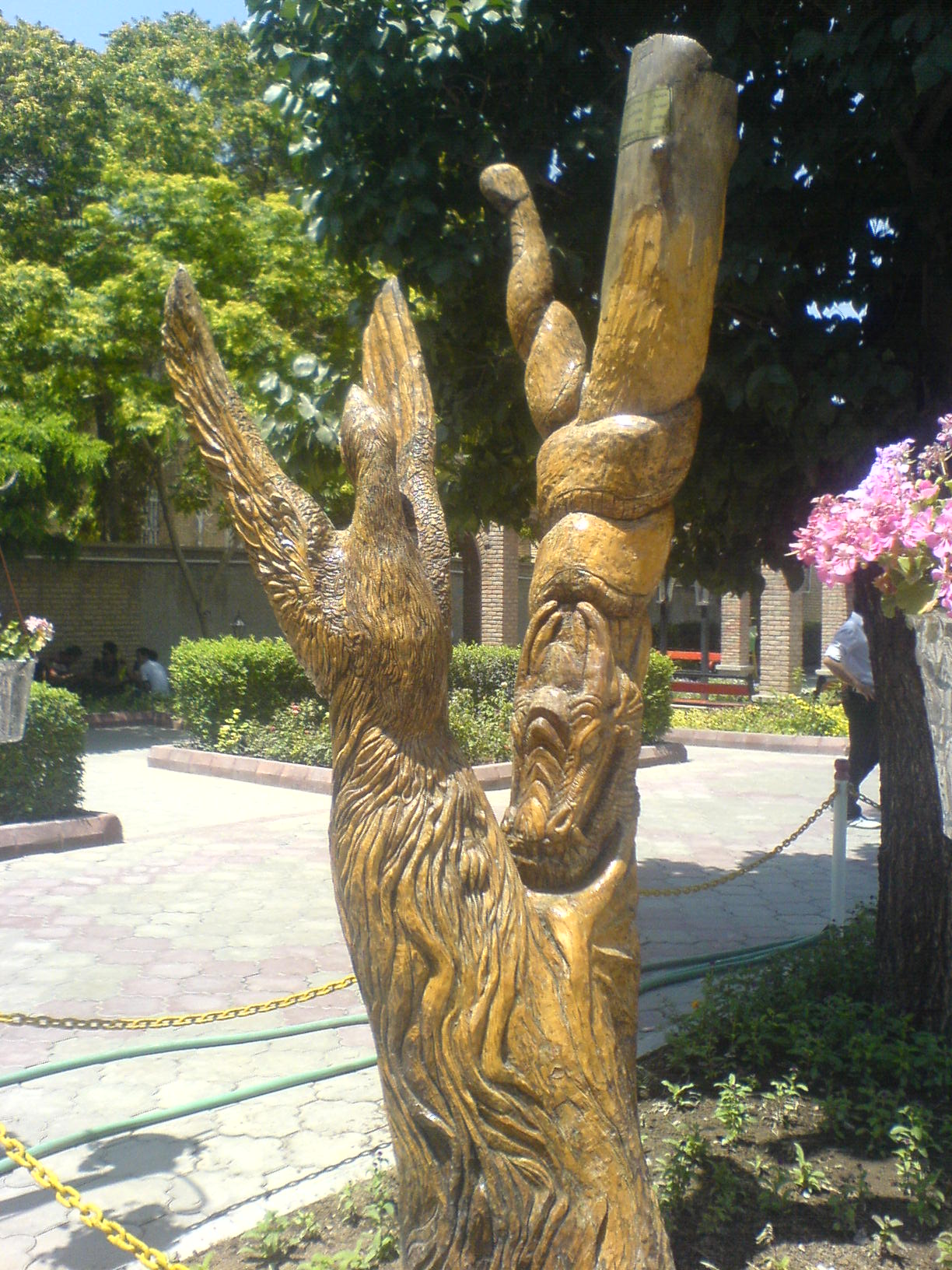
کنده‌کاری روی تنهٔ خشکیدهٔ یک درخت، پارکی در تبریز

چوب (به انگلیسی: Wood)، از نظر گیاه‌شناسی، بخش جامد و سخت زیر پوست ساقه درخت یا دیگر گیاهان چوبی است که به شکل بافت آوندی وجود دارد.
اگرچه در باور عموم چوب تنها در درخت و بوته یافت می‌شود، از نگاه علمی در همه گیاهان آوندی وجود دارد. در چوب مجراهای زیر قابل مشاهده است:
1. بافت چوبی یا مجراهای چوبی، که شیره خام، آب و نمک‌های معدنی محلول را از ریشه به برگ‌ها و غنچه‌های هوایی می‌برد.
2. آوند آبکشی یا مجراهای لیبر، که غذای آماده برای برگها (شیره تولیدی) به شکل محلول از طریق آن‌ها برای تغذیه بقیه گیاه به گردش در می‌آید.

مجراهای چوبی به‌ وسیله سلول‌های مرده و دیواره‌های چوبی شده به وجود می‌آیند. در هر دو حال پروتوپلاسم (بخش زندهٔ سلول) سلولی پدیدار می‌گردد و دیوارها به‌وسیله ته‌نشین شدن ماده لیگنین (که سختی چوب از آن است) افزایش می‌یابند.
سطوح تار و آوندی در نخستین سال رشد خود را در فاصله‌ای معین در بافت میان آوندهای چوبی و آبکشی قرار می‌دهند، این لایه کامبیوم نامیده می‌شود. کامبیوم به دو بخش درونی (آوند چوبی) و بیرونی (آوند آبکشی) تقسیم می‌شود. همچنان‌که سلول‌های پیر با رشد پیوسته تنه فرو می‌ریزند ، لایه‌های تازه آوند آبکشی کار خود را انجام می‌دهند.
چوب بی‌گمان یکی از بهترین و سودمندترین مواد خام طبیعت است و بدون آن بشر هرگز به سطح پیشرفت و رفاه کنونی نمی‌رسید.

مقطع ساقهٔ یک گیاه کتان:
1. مغز ساقه (Pith)
2. چوب زودرس (Protoxylem)
3. بافت چوبی (Xylem)
4. بافت آبکش (Phloem)
5. بافت سخت (Sclerenchyma)
6. پوسته (Cortex)
7. روپوست (Epidermis)

چوب تنها منبع طبیعی تجدیدپذیر است. نفت و زغال و دیگر معادن سرانجام روزی تمام خواهد شد، ولی جنگلی که خوب نگهداری شود (حتی گاه بدون نگهداری) به‌طور نامحدود به تولید چوب ادامه خواهد داد. چوب جایگاه ویژه‌ای در اقتصاد جهانی دارد. تولید سالانه چوب در جهان ۲۵۰۰ میلیون متر مکعب است. خواص فیزیکی و شیمیایی و نیز مکانیکی چوب آن را فعلاً بی‌جانشین کرده‌است.
چوب یکی از مفیدترین موادی است که ما در اختیار داریم. چوب محکم است اما می‌توان به سادگی آن را برید و به شکل‌های مختلف درآورد. بخش عمدهٔ چوب از تنهٔ درخت‌ها به‌دست می‌آید.
چوب یکی از قدیمی‌ترین و ابتدایی‌ترین مصالح ساختمانی موجود در طبیعت است که بشر در طول تاریخ از آن بهره برده‌است. چوب تنها مصالح ساختمانی است که از منبع قابل تجدید به‌دست می‌آید و از مصالح خوبی برای مناطق زلزله خیز می‌باشد.
همچنین جالب است است بدانید در کیهان چوب از خیلی موادی که به نظر ما انسان‌ها در زمین بسیار با ارزش و زینتی است (مانند طلا یا الماس) با ارزش‌تر و بسیار کمیاب‌تر است زیرا با توجه به سخن دانشمندان به غیر از شرایط و نشانه‌هایی از حیات فرازمینی، زیست فرازمینی مشاهده نشده؛ چه‌بسا باتوجه به این، امکان مشاهده درخت در نقاطی غیر از زمین در حال حاضر چقدر کم است.

## درون‌چوب
در علوم جنگل، بخش درونی و غیرزنده ساقه درخت که به آن استحکام بیشتری می‌بخشد را درون‌چوب می‌گویند. به همین منوال بخش بیرونی ساقهٔ درخت مرکب از یاخته‌های زنده که آب را به بخش‌های بالاتر درخت منتقل می‌کند برون‌چوب نامیده می‌شود.
چوبدرونی شدن در تمامی درختان پس از سن مشخصی رخ می‌دهد که به نوع گونه چوبی بستگی دارد ولی برخی از درختان درون‌چوب نامشخص مستند یعنی بخش تیره‌تری در تنه یا گرده بینه درخت دیده نمی‌شود مانند برخی ار انواع خانواده صنوبر ممرز توسکا بید ون یا زبان گنجشک و برخی از سوزنی برگان مثل زربین و سروناز و سرو شیراز
درون‌چوب دارای خواص بهتری نسبت به برون‌چوب است که اغلب به علت تجمع مواد استخراجی تیره شدن و افزایش دوام طبیعی چوب می‌باشد در نتیجه کمتر مورد حمله قارچ‌ها و سایر عوامل مخرب چوب قرار می‌گیرد.
هر نوع پوسیدگی که به درون‌چوب محدود می‌شود را «درون‌پوسه» می‌نامند. سرخ، خاکستری یا آبی شدن درون‌چوب درختان پهن‌برگ که لزوماً در نتیجه پوسیدگی نیست، را اصطلاحاً «درون‌تیرگی» می‌نامند. قهوه‌ای یا مشکی شدن قسمت‌هایی از درخت یا دار که لزوماً در نتیجه پوسیدگی نیست را «درون‌سیاهی» نام گذاشته‌اند.
انواع درون‌چوب:
- چوبی که تحت تأثیر عوامل طبیعی مانند قارچ و یخ‌زدگی تغییر رنگ داده و شبیه به درون‌چوب شده باشد، «درون‌چوب کاذب» نام دارد.
- نوعی درون‌چوب کاذب که بر اثر یخبندان شدید به وجود می‌آید و سبب ایجاد قسمت‌های رنگی در بخش مرکزی ساقه می‌شود «درون‌چوب یخ‌زاد» نام دارد.
- درون‌چوب کاذب‍ی به رنگ مشکی یا قهوه‌ای تیره که معمولاً از درون‌چوب قابل تشخیص نیست و عمدتاً در پهن‌برگان مشاهده می‌شود، «درون‌سیاه» نامیده می‌شود.
- قرمزی بارز درون‌چوب سوزنی‌برگان و برخی پهن‌برگان که عامل آن نوعی قارچ است را «دل‌قرمزی» می‌گویند.

## انداختن درخت و حمل الوار
در زمان‌های گذشته به وسیلهٔ اره‌های دستی درخت‌ها را می‌بریدند اما امروزه برای انداختن درخت از اره‌های برقی یا ماشین‌های بزرگی استفاده می‌شود که می‌توانند در چند ثانیه یک درخت را بیندازند و پوست تنهٔ آن را بکنند. در بعضی کشورها تنه‌های درخت را به نزدیک‌ترین رودخانه می‌اندازند و به کمک جریان آب به کارگاه چوب بری می‌رسانند، ولی بخش عمدهٔ الوار با کامیون‌های مخصوص یا با قطار حمل می‌شود.
- وزن مخصوص چوب، بستگی به مقدار خلل و فرج و میزان رطوبت همراه آن دارد و معمولاً در رطوبت ۱۵ درصد محاسبه می‌شود. چوب سنگین‌تر معمولاً مقاوم‌تر است و بار بیشتری را تحمل می‌کند.
- رطوبت چوب، مقدار آبی است که در واحد وزن چوب وجود دارد. رطوبت چوب بر روی خواص فیزیکی چوب اثر زیادی می‌گذارد.
- هدایت حرارت در چوب، چوب به دلیل کم بودن قابلیت هدایت حرارتی برای ساختن عایقهای حرارتی مناسب است.
- تغییر ابعاد بر اثر حرارت: ازدیاد حرارت، معمولاً حجم را کمی زیاد می‌کند و مقدار رطوبت را کاهش می‌دهد و باعث کاهش جرم حجمی می‌شود. ضریب انبساط حرارتی چوب در جهت طولی حدود ۱۸ درصد جهت شعاعی و مماسی است.
- گرمای ویزهٔ چوب: گرمای ویژهٔ چوب خیلی زیاد است و وقتی در کنار هدایت حرارتی ناچیز آن قرار می‌گیرد باعث به وجود آمدن ویژگی‌های مناسب در چوب می‌شود. برای مثال سطوح چوب در برابر خورشید و تابش آن بر خلاف فلزات سوزاننده نیست و در محیط‌های بسیار سرد نیز یخ نمی‌زند.
- جذب و تخفیف صدا: چوب‌های سبک، صداهارا بهتر جذب می‌کنند. هر چه سطح چوب نا منظم‌تر و مرطوب‌تر باشد، خاصیت عایق بودن آن در برابر صدا بیشتر است.

### خواص مکانیکی چوب
- سختی چوب: این ویژگی در کیفیت کار با آن ونیز مصارفی نظیر پارکت که پیوسته تحت تأثیر سایش هستند مهم است. چوب‌های نرم بیشتر مصرف درودگری دارند.
- تاب فشاری، به خاطر ساختمان ناهمگن چوب در جهات و اندازه‌های مختلف، متفاوت است. چوب در جهت الیاف تاب فشاری زیادی دارد ولی بر اثر وارد آوردن نیروی خیلی زیاد تغییر شکل می‌دهد.
- مقاومت خمشی: چوب تحت تأثیر خمش به‌طور محسوسی تغییر شکل می‌دهد. اگر نیروی وارد شده بیش از تاب خمشی باشد باعث از هم گسیختگی الیاف می‌شود.
- تاب ضربه‌ای: چون چوب مرطوب انعطاف‌پذیرتر است، مقاومت آن در برابر ضربه بیشتر است. به‌طور کلی هرچه چوب متخلخل‌تر باشد، تاب ضربه‌ای آن کمتر است.
- دوام چوب: چوب جسم بادوامی نیست. و به وسیله حشرات و قارچها فرسوده می‌شود. البته چوب‌های متراکم تر، مقاوم‌ترند و می‌توان با روش‌هایی تراکم چوب را افزایش داد.

### خواص شیمیایی
- اثر هوا، lکسیژن و آب بر سلولز: هوای خشک در حرارت عادی بر روی سلولز اثر نمی‌کند. مواد اکسیدکننده نیز در صورت رقیق بودن بر روی سلولز اثر ندارند ولی چنانچه غلیظ باشند مولکول سلولز را تحت تأثیر شیمیایی قرار می‌دهند.
- اثر حرارت: سلولز در دمای ۱۵۰ درجه سانتی گراد تغییر رنگ می‌دهد و در ۳۰۰ درجه سانتی گراد تجزیه می‌شود.
- اثر اسیدها: اغلب اسیدهای معدنی و آلی چنانچه غلیظ باشند بر سلولز مؤثرند.
- اثر قلیاها: قلیاها در حالت رقیق بر سلولز اثری ندارند ولی سود غلیظ بر سلولز اثر می‌کند و از این طریق مواد مختلفی به دست می‌آید که در صنایع تهیه ابریشم مصنوعی کاربرد دارند.

### خواص کاربردی
- یکی از مصالحی است که قابل تجدید است و در صورت وجود مدیریت صحیح هیچوقت تمام نمی‌شود.
- در صنایع و موارد گسترده و گوناگونی مانند: کشتی‌سازی، هواپیماسازی، کاغذسازی، ابریشم و چرم مصنوعی، ساخت ابزار موسیقی و غیره کاربرد دارد.
- چوب در تزیینات داخلی و خارجی به عنوان یکی از بهترین و زیباترین مصالح طبیعی، به طراحان کمک شایانی می‌کند.
- قطعات چوب به راحتی به هم چفت می‌شوند و توسط میخ و پیچ، چسب یا با اتصالات ساده جوبی مانند کام و زبانه و دم چلچله به همدیگر متصل می‌شوند.[۳]

## شکل ظاهری چوب
چوب در حالت اولیه فقط تسطیح می‌شود، سرشاخه‌ها و گرههای برجسته آن گرفته می‌شود. چوب‌های گرد در طول و قطرها، متفاوت بوده که نوع قطور آن برای ستونها و تیرهای باربر مصرف می‌گردد. از چوب‌ها با قطر کمتر برای چوب‌های وادار و توفال و لپه و نظایر آن مصرف می‌شود. این چوب‌ها معمولاً از درخت‌های تبریزی، شمشاد، بید، ممرز، راش و غیره تهیه می‌گردد. زمرشیدی، حسین (۱۳۸۱). معماری ایران مصالح‌شناسی سنتی. انتشارات زمرد.

## الوار
در قدیم چوب‌های گرد به وسیله اره دو سر بلند که طول آن در حدود ۱٫۵ متر و تیغه آن در ناحیه دسته ۱۰ و در وسط ۱۵ سانتی‌متر بود به وسیله دو کارگر بریده می‌شود، ولی امروزه عمل برش توسط اره‌های برقی دستی و اره‌های دستگاهی انجام می‌گردد و معمولاً برش هر ردیف به ضخامت‌های دلخواه برای کارهای نجاری تهیه می‌شود. چنانچه الوار به وسیله برش‌های شعاعی از گرد بینه تهیه شود از جهت مقاومت و همگن بودن اصولی‌تر خواهد بود. الوار از چوب‌های نرم یا از چوب‌های مقاوم با مقطع مربع یا ابعاد متغیر ۴۰*۴۰ سانتی‌متر یا کمتر یا بیشتر نسبت به قطر درخت، از کناره‌های گرد بینه برش شده و بعداً الوار غوله به وجود می‌آید.

### الوار تبری
الوار تبری بیشتر از چوبهایی است که دارای ترک عمیقی باشد که به اصطلاح تبرداران لاپ یا لاش گفته می‌شود و به وسیله تبرزنی و اهرم کردن در ترک گرد بینه اصطلاحاً لاپه می‌شود و با تبر تیز تسطیح شده و جهت کارهای متفرقه خصوصاً تراورس استفاده می‌شود. تراورس ریل‌های راه‌آهن در طول‌های مختلف کوچک، بزرگ و متوسط تهیه می‌شود.

### چهار تراش
به‌طوری که اشاره شد از خانواده برش‌های چهارسوک می‌باشد که در ابعاد ۸ تا ۱۲ سانتی‌متر یا نسبت به عرض الوار برش می‌شود و جهت کلاف کشی در ساختمان‌های چوبی و پوشش‌های آنها، در اسکلت خرپاسازی شیروانی، پلها زیر قالبهای کفراژ و ستونها و نعل کفها به نام نعل‌بندی در ساختمان‌های چوبی ایوان دار مصرف می‌گردد.

### تخت لت
از چوب‌های مدور که ترک برداشته و مانند کتاب باز شده و در دو قطر نامساوی می‌باشد و اصطلاحاً به شکل دم کاردی یا دو دم در طول تقریبی تا ۱٫۵ متر و عرض بین ۴۰ تا ۷۰ سانتی‌متر تهیه می‌شود. این تخته‌ها از نشست دم کاردی یکدیگر به حالت سفال ریزی بر سطح اسکلت و شیبهای خارجی خانه‌های روستایی و کلبه و آشیانههای جنگلی مصرف داشته و بیشتر در شمال ایران استفاده می‌شود. تخته‌های لت اکثراً از چوب‌های مقاوم به خصوص بلوط می‌باشد.

### تخته یاشیکی
این تخته معمولاً از چوب‌های ملایم و نرم که میخ در آن‌ها نشست داشته باشد و از قطعات گردبینه در ارتفاع و عرض لازم و به ضخامت ۱۰ تا ۲۰ میلی‌متر برش می‌شود.
چنانچه قطعه گردبینه بزرگ باشد ابتدا به صورت دوبینه درآمده و سپس هر بینه با برش‌هایی به صورت ورق به شکل تخته درآمده و در بسیاری از کارها مصرف می‌شود.
توجه ۱: کناره‌های تخته درآمده وسیله برش یک عرض می‌گردد. توجه ۲: چنانچه گردبینه به چهارسوک تبدیل شود و سپس از آن تخته تهیه گردد کاری اصولی انجام شده‌است.

## مصرف چوب در صنعت

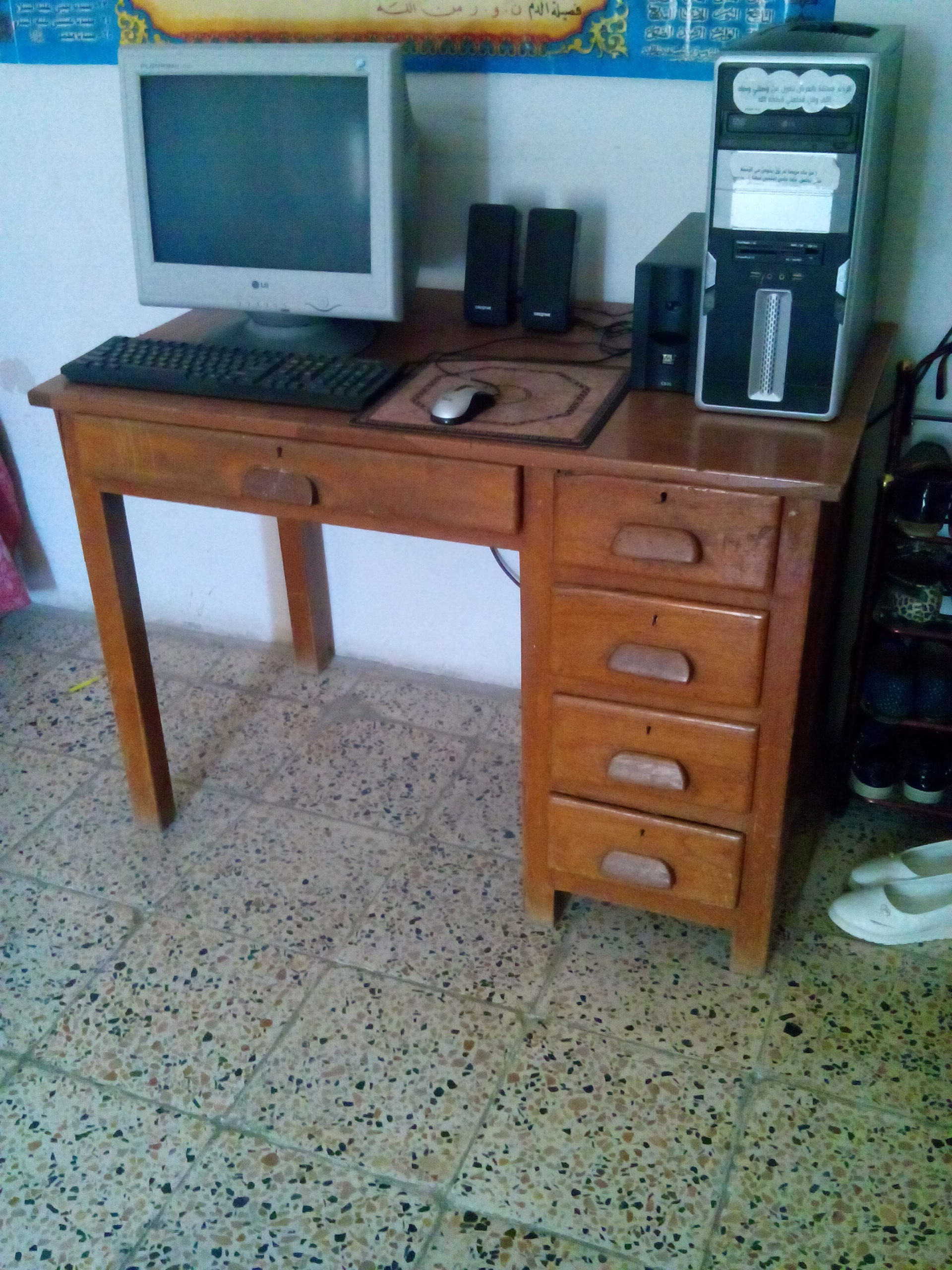
یک میز چوبی برای رایانه رومیزی

به‌طور کلی از چوب در قدیم به عنوان تیرها جهت کلاف‌بندی‌های مقاوم در قوسهای پاتوپا و طاقها و کلاف‌بندی در تیغه‌های خشخاشی گنبدها که کارایی شناژ کلاف‌کننده را دارد، استفاده شده‌است. همچنین در ساختمان‌های شهری و روستایی به عنوان تیرهای پوشش و ستون‌های باربر از آن نهایت بهره‌گیری می‌شود. از تیرهای یکنواخت با قطر بین ۱۰ تا ۱۵ سانتی‌متر برای اسکلت و کلاف‌بندی تله بستها برای دیوارسازی‌ها بهره برده می‌شود. از تیرهای بلند و قطور برای تیرهای تلگراف و تلفن بین راه‌ها و انتقال نیرو استفاده می‌شود. همچنین از چوب‌های مقاوم و سخت به نام تیرهای تونلی در ارتفاع ۱٫۵ تا ۳ متر و به قطر ۲۰ تا ۳۰ سانتی‌متر جهت شمع بندی در تونلهای معدن زغال‌سنگ نهایت استفاده می‌شود. چوب بجز در ساختمان‌های قدیمی و امروزی در بسیاری از صنایع دیگر از جمله صنایع چاپ، ارابه‌سازی، مبل‌سازی، نجاری، قالب کفاشی، کلاف و قاب‌سازی ماشین و واگن‌سازی قطار و بسیاری از صنایع دیگر خصوصاً در صنعت مادر قالب‌سازی مصرف فراوان دارد.
امروزه فراورده‌های بسیاری مانند انواع فیبرهای فشرده، فرمیکاهای الوان استخوانی، نئوپان و تخته‌های نسوز و تخته‌های سه لایی و پنج لایی‌ها و بسیاری دیگر در سیستم‌های ماشینی تهیه و در کارهای ساختمانی و درودگری مصرف می‌گردد.

## نگهداری چوب
در قدیم چوب را به وسیله دوغابه آهک یا اندود قیرهای طبیعی یا به وسیله اندود تزریق طبیعی قطران رقیقی محافظت می‌کرده‌اند. در مواردی بر سطح چوب سوخت ناقص می‌داده‌اند تا بدین وسیله از بقیه چوب محافظت شود، از روش ذکر شده برای نگهداری تیرهای چراغ برق و تلگراف جهت مقابله با رطوبت و خطر موریانه زدگی به فراوانی استفاده می‌شود. از این روش برای حفاظت چوب در نشست میان دیوارها استفاده شده‌است. امروزه چوب به وسیله مواد شیمیایی به روش‌های مختلف تزریق و عایق می‌شود. معمولاً در ایران از چوب به صورت خام استفاده می‌گردد. اما تکنیک امروزی در کشورهای صنعتی چوب را به طریق مختلف و با تکنولوژی اصطلاحاً به عمل می‌آورند که از جهات مختلف به خصوص در مقاومت و عمر چوب و آتش‌سوزی بسیار مؤثر است.

## واژه چوب
در زبان فارسی واژه چوب به‌طور اعم برای چوب درختان سرپا و چوب‌های استحصالی و غیره استعمال می‌شود و در زبان فرانسه هم واژه (Bois) به همین شکل مورد استعمال قرار می‌گیرد، ولی در زبان انگلیسی واژه (Wood) به‌طور اعم برای چوب بکار می‌رود ولی برای چوب درختان استحصال نشده و چوب‌های استحصالی به ترتیب (Timber) و (Lumber) مصطلح است. در بین جنگلبانان انگلیسی (Timber) به معنی کلیه چوب‌ها به غیر از چوب سوخت و سر شاخه‌ها می‌باشد و برای چوب‌های استحصالی اصطلاح (converted timbers) بکار می‌برند که معادل آن در بین جنگلبانان آمریکایی واژه (Lumber) است. ضمناً باید دانست که اصطلاح (Bois) و (Wood) برای بیشه یا جنگل کوچک هم استعمال می‌شود.

## تاریخچه مصرف چوب در ایران
در کاوش‌های باستان‌شناسی که بر روی تپه چراغعلی انجام شده‌است، مجسمه چوبی گاو و گاوآهنی به دست آمده که حکایت از چوب‌سازی هزاره دوم و اول قبل از میلاد دارد. مسلماً در آن زمان چوب نقش مهمی در این سرزمین داشته‌است. داریوش در فرمان بنیاد شهر شوش می‌گوید: «تخته و چوب یکا از گاندرا و کرمانیا آورده شد)». واژه (یکا) در زبان فارسی همان درخت جگ است که چوبی قهوه‌ای رنگ و سخت دارد. از این نقش برجسته قصر آپادانا در دوره هخامنشی آشکار می‌شود که چوب را برای استفاده کاربردی و تزئینی در دوران مادها نیز به کار می‌گرفتند. در قسمتی از این نقش برجسته یک درباری ماد در حال حمل یک صندلی چوبی مشاهده می‌شود که مربوط به سده پنجم پیش از میلاد است.
به‌طور کلی از چوب به طرق مختلف در بناهای مساجد و گلدسته‌ها، مدارس، کاخها، بازارها، دکاکین، حجرهها و کاروانسراها و غیره نهایت استفاده می‌شد.

## مصرف چوب در بناهای دوره قاجار و معاصر
در دوران قاجاریه ساختمان در شکل‌های کلاه فرنگی و طرههای پیش آمده زیبا مانند عمارت باغ ارم در شیراز، شمس‌العماره و کاخ گلستان و سلطنت آباد در تهران و بسیاری از بناهای دیگر چوب به شکل خاصی در آن‌ها به کار رفته‌است. به‌طور کلی از چوب و فراورده‌های آن در بناهای صد سال اخیر به‌عنوان مصالحی مؤثر در ستون‌های چوبی، پوشش‌های سقف‌های دوجداره خارجی و توفال‌سازی، همچنین در ساختن درهای ارسی و پنجرههای ظریف با کارهای هنری مختلف استفاده گوناگون شده‌است.
در سالیان گذشته و همچنین در روزگار اخیر از وجود چوب‌های مقاوم جهت کلاف‌بندی ساختمان‌های چوبی در شمال ایران، چه در حالت سنتی و چه در کیفیت و کاربرد روش‌های امروزی به ویژه در شیروانی‌سازی‌های گوناگون نهایت استفاده می‌شود.
از وجود چوب و فراورده‌های آن در ساختمان‌های جنگلی و موسسات جنگلبانی و اسکلت کلبه‌های روستایی و ساختمان‌های مسکونی چوبی محدود و انبارهای آنها، همچنین انبارهای وسیع کشاورزی و برخی از سالن‌های دامداری و مرغداری و سالن‌های وسیع ورزشگاهها و آموزشگاهها و درمانگاهها و مواردی دیگر بسته به نوع آب و هوا ساخته می‌شود.
امروزه از چوب برای ازاره‌سازی، کف‌سازی‌های پارکت، قاب‌سازی‌های سقف و دکورسازی‌ها و کابینتهای چوبی و به‌خصوص درهای چوبی با روکش‌های زیبا بهره کافی گرفته می‌شود. همچنین از وجود چوب برای ساختن دیوارهای جداکننده و در مجموع انواع قالب‌بندی‌های کفراژ جهت کارهای بتنی و انواع داربست‌های باربر و مقاوم استفاده می‌شود و به‌طور کلی پس از سنگ، آجر، گچ و آهک، چوب نیز یکی از مصالح بسیار مؤثر در امر ساخت‌وساز می‌باشد.

## شیمی
ترکیب شیمیایی چوب از گونه‌ها به گونه‌ها متفاوت است، اما تقریباً ۵۰٪ کربن، ۴۲٪ اکسیژن، ۶٪ هیدروژن، ۱٪ نیتروژن و ۱٪ دیگر را (عمدتا کلسیم، پتاسیم، سدیم، منیزیم، آهن و منگنز) تشکیل می‌دهند. چوب همچنین حاوی مقدار کمی گوگرد، کلر، سیلیکون، فسفر و سایر عناصر دیگر است.